# پری‌دخت
پری‌دخت دختر فغفور چین و همسر سام است. از او در شاهنامه نامی نیامده، اما در سام‌نامه خواجوی کرمانی از او یاد شده‌است.